# Conseil de Northern Beaches
Pour les articles homonymes, voir Northern Beaches (Sydney).
Le conseil de Northern Beaches (en anglais : Northern Beaches Council) est une zone d'administration locale de l'agglomération de Sydney, située dans l'État de Nouvelle-Galles du Sud en Australie, dont le siège est Dee Why. 

## Géographie
La zone s'étend sur 254 km2 au nord-est de Sydney et correspond à la région du même nom. Elle est bordée par la baie de Broken au nord et possède une longue façade maritime sur l'océan Pacifique à l'est.

## Histoire
La zone d'administration locale est créée le 12 mai 2016 par le ministre des collectivités locales de Nouvelle-Galles du Sud et issue de la fusion des conseils de Manly, Pittwater et Warringah.

## Démographie
| 2016    | 2021    |
| ------- | ------- |
| 252 878 | 263 554 |

## Politique et administration
La gestion municipale est assurée par un administrateur entre mai 2016 et septembre 2017.
La zone comprend cinq subdivisions appelées wards : Curl Curl, Frenchs Forest, Manly, Narrabeen et Pittwater. Elle est administrée par un conseil de quinze membres élus, à raison de trois par ward, pour quatre ans, qui à leur tour, élisent le maire et son adjoint pour deux ans. Les premières élections se sont tenues le 9 septembre 2017 et les suivantes le 4 décembre 2021.

### Composition du conseil
| Élections | Groupe indépendant | Parti libéral | Indépendants | Verts | Good for Manly |
| --------- | ------------------ | ------------- | ------------ | ----- | -------------- |
| 2017      | 6                  | 5             | 2            | 1     | 1              |
| 2021      | 6                  | 5             | 1            | 2     | 1              |

### Liste des maires
| Période           | Période           | Identité      | Étiquette          | Qualité        |
| ----------------- | ----------------- | ------------- | ------------------ | -------------- |
| 12 mai 2016       | 26 septembre 2017 | Dick Persson  |                    | Administrateur |
| 26 septembre 2017 | mai 2023          | Michael Regan | Groupe indépendant |                |
| 16 mai 2023       | en cours          | Sue Heins     | Groupe indépendant |                |

La zone est rattachée aux circonscriptions de Mackellar et Warringah pour les élections fédérales et à celles de Davidson, Manly, Pittwater et Wakehurst pour les élections à l'Assemblée législative de Nouvelle-Galles du Sud.